# Röderwirtschaft
Röderwirtschaft (von Rodung), auch Röderlandbetrieb, ist eine regionale Bezeichnung für eine historische Form des Waldfeldbaus, mit abwechselnder Acker- und Waldnutzung, als Niederwaldbetrieb. Der Ausdruck ist bezeugt zum Beispiel im Moselland, in Luxemburg, im Spessart. In anderen Landschaften waren abweichende Bezeichnungen für dasselbe Anbausystem oder sehr ähnliche Systeme üblich, so Hauberg im Siegerland, Rottwirtschaft im linksrheinischen Rheinischen Schiefergebirge, Reutbergwirtschaft im Schwarzwald. Unter dem Namen Schiffelwirtschaft in Eifel und Hunsrück wurde Ackerbau mit Ginster abgewechselt. Dies wird von Beil 1842 als „Röderlandbetrieb mit holzigen Forstunkräutern“ bezeichnet.
Dieses System der Flächenbewirtschaftung wird in Lehr- und Handbüchern des Forstwesens bis ins 19. Jahrhundert beschrieben. Vor allem aufgrund veränderter rechtlicher Vorschriften und Grundlagen kam sie dann (in Mitteleuropa) außer Gebrauch und geriet weitgehend in Vergessenheit.

## Beschreibung
Wie die verwandten Bewirtschaftungssysteme der Niederwaldwirtschaft beruhte die Röderwirtschaft auf Brandfeldbau. Der Niederwald wurde auf den Stock gesetzt und das Holz genutzt, meist als Brennholz oder zur Gewinnung von Holzkohle. Das auf der Fläche verbliebene Reisig wurde angezündet, um mit der Asche den Boden kurzzeitig zu düngen. Anschließend konnte einige Jahre lang anspruchslosere Feldfrüchte, etwa Roggen oder Hafer, aber auch Kartoffeln oder Buchweizen, angebaut werden, bis die Nährstoffvorräte aus der Asche aufgebraucht waren. Manchmal wurden die Flächen anschließend eine Zeitlang beweidet, bis ein neuer Niederwald aufkam.
Konold macht auf die Beschreibung in einem Werk des Forstwissenschaftlers Anton Beil von 1842 aufmerksam. Demnach sei die Röderwirtschaft geeignet auf armen Böden, wenn nicht genug Dünger zur Verfügung steht. Er beschreibt die Urbarmachung von Heiden in Belgien mittels Röderwirtschaft: Zunächst wurde die Heide tief gepfügt und in gewölbte Beete zerteilt, zwischen denen Gräben gezogen wurden. Dann wurde in den umgebrochenen Boden ein Gemisch aus Hafer und Nadelholzsamen ausgesät. Am besten geeignet sei die Waldkiefer. Alternativ konnten junge Sämlinge gepflanzt werden. Die Umtriebszeit lag zwischen 10 und 40 Jahren.
Röderwirtschaft, zumal mit kurzer Umtriebszeit, vermindert das Nährstoffkapital des Standorts, da viele Nährstoffe, die in der pflanzlichen Biomasse oder im Humus festgelegt waren, nach dem Brennen ausgewaschen werden und verloren gehen. Die Forstwirte versuchten daher, die Wirtschaft zumindest zu regulieren, besser durch rationelle moderne Forstwirtschaft mit ihrer Trennung von Wald und Ackerland zu ersetzen.
Im Verlauf des 18. und 19. Jahrhunderts wurde diese Art der Nutzung praktisch überall eingestellt; bis dahin war sie, gerade in den ärmeren Landstrichen, zur Versorgung der Bevölkerung einfach notwendig gewesen. Schon seit dem 16. Jahrhundert gab es immer wieder Verbotsversuche, die meist erfolglos blieben.